# 大小姐和秘密少女
《大小姐和秘密少女》是日本MOONSTONE的旗下品牌MOONSTONE Honey在2015年6月26日發售的戀愛冒險類型成人遊戲。故事描敘男主角篠原悠里為了能繼承家業而以女裝身份來到女學校與女學生們共同生活。

## 故事
篠原悠里是女性綜合時尚品牌企業的下任社長，悠里的母親為了讓他克服面對女性容易害羞的問題以便順利繼承家業而強迫他就讀女學院，悠里也因此被迫扮成女裝以「篠原悠利」身份開始與女學生們一起生活。在學校中有個女學生彼此交換戒指來進行「訂婚」（エンゲージ，又稱告白）的傳統活動。

## 角色
篠原悠里
本作男主角。2年級學生，世界知名的女性綜合時尚品牌企業「Shinohara」（シノハラ）的少爺，家中有5位姊姊，母親是企業現任社長。
姫小路遙花（聲優：花澤さくら）
2年級學生，游泳部的部員，擁有美貌和坦率性格而成為學園的人氣者。由於不接受與同性「訂婚」而回絕所有的告白。
神水守藍璃
2年級學生兼任2年級宿舍長，和遙花同樣也是學園人氣者。很少與男性接觸，有關男性知識都是想像來的。
白雪由美奈（聲優：秋野花）
1年級學生。有如小動物般的可愛外貌，在學姊們中有很高人氣。雖然希望能有男友談戀愛，但因為有重度男性恐懼症而煩惱著。
西園寺紗夜
3年級學生。由於不斷拒絕別人告白而有「鐵處女」（アイアン・メイデン）的稱號。雖然在社交界常與男性接觸，但一直沒有心儀的對象。

## 主題曲
片頭曲「Engage」
作詞：，作曲、編曲：松浦貴雄，歌：茶太
片尾曲「Sweet Heart」
作詞：，作曲、編曲：，歌：伊東久美子

## 外部連結
- 官方網站（页面存档备份，存于）（日語）